# لومین
لومین (به لاتین: Lomin) یک منطقه مسکونی در جمهوری آذربایجان است که در شهرستان آستارا واقع شده است. لومین ۵۴۹ نفر جمعیت دارد.